# Gmina związkowa An der Finne
Gmina związkowa An der Finne (niem. Verbandsgemeinde An der Finne) - gmina związkowa w Niemczech, w kraju związkowym Saksonia-Anhalt, w powiecie Burgenland. Siedziba gminy związkowej znajduje się w mieście Bad Bibra.
Gmina związkowa zrzesza siedem gmin, w tym dwa miasta oraz pięć gmin wiejskich: 
- An der Poststraße
- Bad Bibra
- Eckartsberga
- Finne
- Finneland
- Kaiserpfalz
- Lanitz-Hassel-Tal